# 6340 Kathmandu
A 6340 Kathmandu (ideiglenes jelöléssel 1993 TF2) egy kisbolygó a Naprendszerben. Endate, K. és Vatanabe Kazuró fedezte fel 1993. október 15-én.